# USAir-Flug 427
Am 8. September 1994 verunglückte eine Boeing 737-3B7 auf dem USAir-Flug 427 im Landeanflug auf Pittsburgh durch einen plötzlichen Vollausschlag des Seitenruders. Bei dem Unfall kamen alle 132 Insassen ums Leben.

## Unfallhergang
Die Boeing 737 der USAir befand sich auf einem Linienflug von Chicago nach Palm Beach mit einer planmäßigen Zwischenlandung in Pittsburgh. Verantwortlicher Pilot war Peter Germano, 45, mit 12.000 Flugstunden, sein erster Offizier war Charles B. Emmett, 38, mit 9119 Flugstunden. 
Für den Anflug auf die Landebahn 28R in Pittsburgh wurde Flug 427 hinter einer Boeing 727-200 der Delta Air Lines eingereiht. Nach Aufzeichnungen des Radars kamen sich die beiden Flugzeuge nie näher als 4,1 Meilen. Um 19:02:57 Uhr waren drei dumpfe Schläge, gefolgt von einem Klicken und einem lauteren Schlag zu hören. Gleichzeitig verloren die Piloten in einer Flughöhe von ca. 600 Metern (1800 Fuß) die Kontrolle über die Maschine. Das Flugzeug kippte über die linke Tragfläche ab und ging in einen Sturzflug über. Die Boeing 737 schlug in einem Winkel von 80 Grad versetzt zur Querachse sowie 60 Grad nach links um die Längsachse gedreht in einem bewaldeten Gebiet auf und explodierte. Die 127 Passagiere und fünf Crewmitglieder starben beim Aufprall.

## Unfallursache
Nach einer mehr als viereinhalb Jahre andauernden Untersuchung kam das National Transportation Safety Board (NTSB) zu dem Schluss, dass die Piloten die Kontrolle über das Flugzeug durch einen plötzlichen Vollausschlag des Seitenruders verloren hatten. Der Ruderausschlag wurde durch ein blockiertes Servoventil in der Main Rudder Power Control Unit (PCU), also der hydraulischen Steuereinheit des Hauptruders verursacht, durch welche auch der Gierdämpfer gesteuert wird. Durch die Fehlfunktion wurde die Neutralstellung des Seitenruders verschoben, so dass dieses schlagartig nach links ausschlug und darüber hinaus gegenläufig auf die Steuerung ansprach. Aufgrund der geringen Flughöhe war es den Piloten nicht möglich, die Maschine abzufangen. Die PCU der betroffenen Boeing-737-Baureihen wurde anschließend vom Hersteller modifiziert.  
Laut NTSB verursachte zuvor ein identisches Problem den Absturz des United-Airlines-Flugs 585 am 3. März 1991; ähnliche Ruderstörungen aus zum Teil anderen Gründen traten unter anderem bei einer Boeing 737-200 der Continental Airlines (1994), der Eastwind Airlines (1996, infolge eines elektrischen Kurzschlusses) und der MetroJet (1999) auf. Ein weiterer Verdachtsfall war der am 19. Dezember 1997 von einer Boeing 737-300 durchgeführte SilkAir-Flug 185, dessen Absturzursache nicht eindeutig geklärt werden konnte und bei dem es sich nach Ansicht der National Transportation Safety Board um einen Pilotensuizid gehandelt hatte.

## Varia
- Nach dem Unfall hatte die USAir Probleme, eine Passagierliste zusammenzustellen, da einige Angestellte des Energieministeriums für einen späteren Flug gebucht waren, stattdessen aber Flug US427 nahmen.[4]
- Die Flugnummer US427 wurde anschließend nicht mehr verwendet.
- Für die USAir war dies der zweite Unfall mit Todesfolge innerhalb von zwei Monaten; zuvor verunglückte USAir-Flug 1016 im Anflug auf den Flughafen Charlotte.
- Unter den Opfern befand sich der bekannte Verhaltensbiologe und Neuroethologe Walter Heiligenberg.
- Zehn Kilometer westlich der Absturzstelle, ebenfalls im Beaver County, befindet sich das Kernkraftwerk Beaver Valley.